# Komissarowo (Kraj Nadmorski)
Komissarowo (ros. Комиссарово) – wieś (sieło) w Rosji, w Kraju Nadmorskim, w rejonie chankajskim. W 2010 liczyła 663 mieszkańców.